# 馬澤達厄

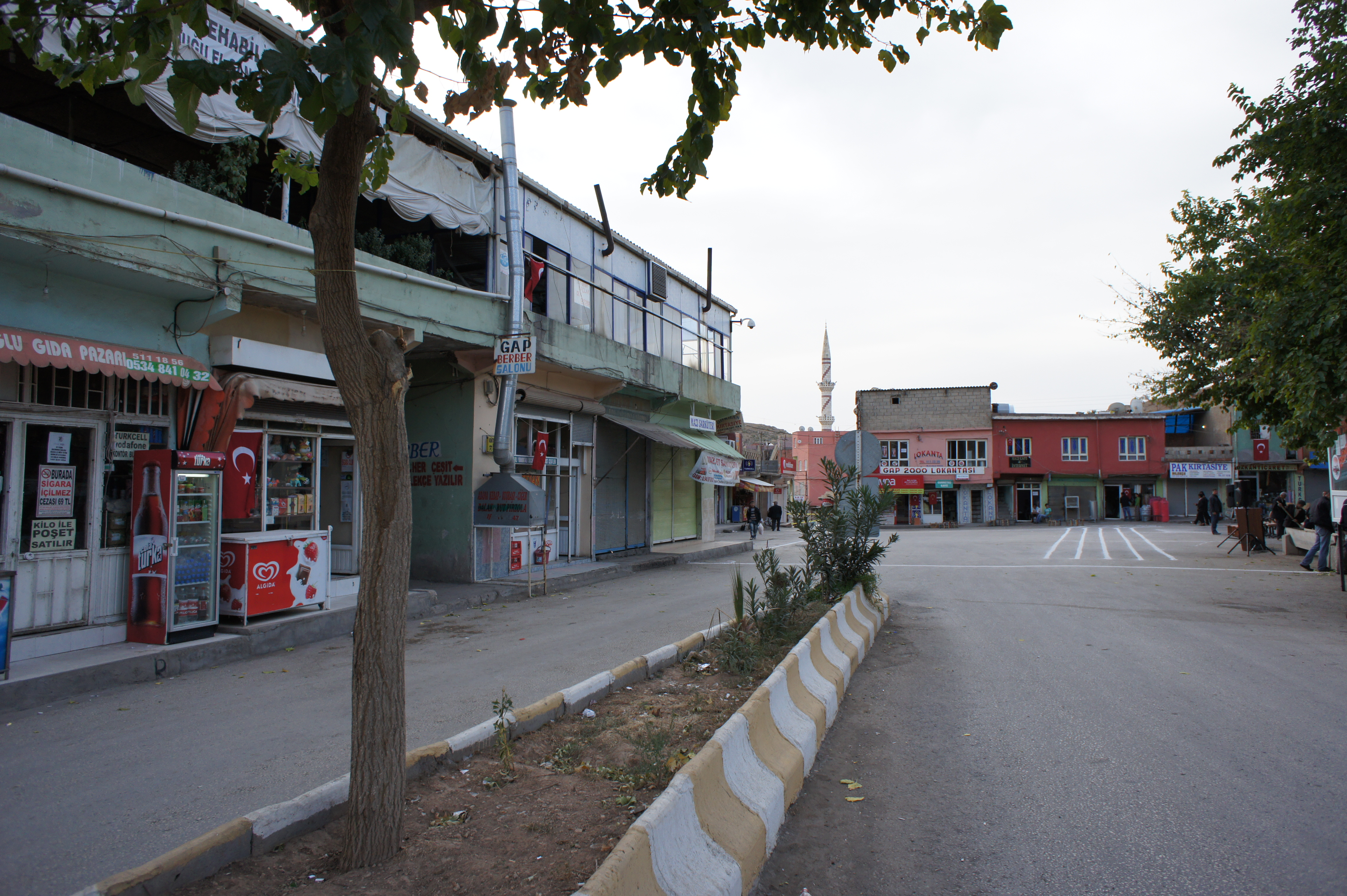
A street in Mazıdağı

馬澤達厄是土耳其的城鎮，由馬爾丁省負責管轄，位於該國東南部，距離首府馬爾丁47公里，面積855平方公里，主要經濟活動有農業和畜牧業，2010年人口10,436。

## 外部連結
- mazıdağı website （页面存档备份，存于）